# Marz (Autriche)
Marz est une commune autrichienne du district de Mattersburg dans le Burgenland.